# Cowes (Victoria)
Cowes (3 922 habitants) est une petite ville sur Phillip Island dans le Gippsland une région de Victoria en Australie.
La ville était connue au départ sous le nom de Mussel Rocks. En 1865, Henry Cox revint de vacances d'Angleterre. Il renomma la ville d'après Cowes sur l'Île de Wight. Cowes est la localité principale de Phillip Island. Elle est à moins de deux heures de Melbourne et peut être atteinte en ferry par Stony Point sur la Péninsule de Mornington.

## Géographie
La localité se trouve sur la partie nord de l'île et fait face à French Island.
Ses dernières années Cowes s'est étendue. Plusieurs immeubles furent construits autour de la ville qui était avant une terre d'agriculture. Environ 70 % des maisons sont possédées par des propriétaires absents la majorité de l'année, la plupart de ceux-ci vivent près de Melbourne.
La rue principale de l'île (Phillip Island Road) arrive à Cowes et prend le nom de Thomspon Avenue, la rue principale. Plus loin dans la ville, la route commence une descente jusqu'à la mer pour finir en forme de T.
Le trafic est très important durant les périodes de vacances ou durant le Phillip Island Grand Prix Circuit.